# Plasa Vidra, județul Putna (interbelic)
Plasa Vidra a fost o unitate administrativ-teritorială a județului interbelic Putna. Reședința plășii a fost la Năruja.
Din plasă au făcut parte comunele Câmpuri, Colacu, Găurile, Irești, Năruja, Reghiu, Soveja, Tichiriș, Valea Sării, Vidra și Vizantea.

## Așezare
Plasa interbelică a fost așezată în partea de vest a vechiului județ Putna, și era tranversată de râurile principale Zăbala, Năruja, Șușița, Putna și Valea Neagră.

## Istoric
La sfârșitul secolului al XIX-lea, toate comunele din plasa Vidra făceau parte din plasa Vrancea a aceluiași județ, exceptând comunele Câmpuri și Soveja, care la acea vreme făceau parte din plasa Zăbrăuți a aceluiași județ. 
Anuarul Socec din 1925, consemnează două plăși: Vidra și Vrancea. Plasa Vrancea care avea reședința la Bârsești avea în componență comunele Bârsești (reședința), Herăstrău, Negrilești, Nereju, Nistorești, Paltin, Poiana, Păulești, Spinești, Spulber, Tulnici și Văsuiu. Plasa Vidra avea reședința la Năruja și avea în componență comunele Câmpuri, Colacu, Irești, Găurile, Năruja (reședința), Soveja, Tichiriș, Valea Sării și Vidra.

## Sate
Plasa Vidra avea în componență 8 comune, totalizând 38 de sate în toată plasa.
- Burca
- Călimanu
- Câmpurile de Jos
- Câmpurile de Sus
- Ciurucu
- Comuna Colacu
- Cucueți
- Dragosloveni
- Comuna Găurile
- Gornetu
- Gura Văii
- Comuna Irești
- Lunca
- Mătăcina
- Comuna Năruja
- Părosu
- Piscu Radului
- Petrești
- Podu Nărujei
- Podu Stoica
- Poduri
- Poenița
- Prisaca
- Comuna Reghiu
- Scafari
- Comuna Soveja
- Purcei
- Rucăreni
- Roșculești
- Rotilești
- Stroești
- Comuna Tichiriș
- Comuna Valea Sării
- Vizantea Mănăstirească
- Vizantea Răzășească
- Voloșcani
- Șerbănești

## Organizarea judecătoarească
În plasă au existat două judecătorii la Vidra și Năruja.